# Cölln

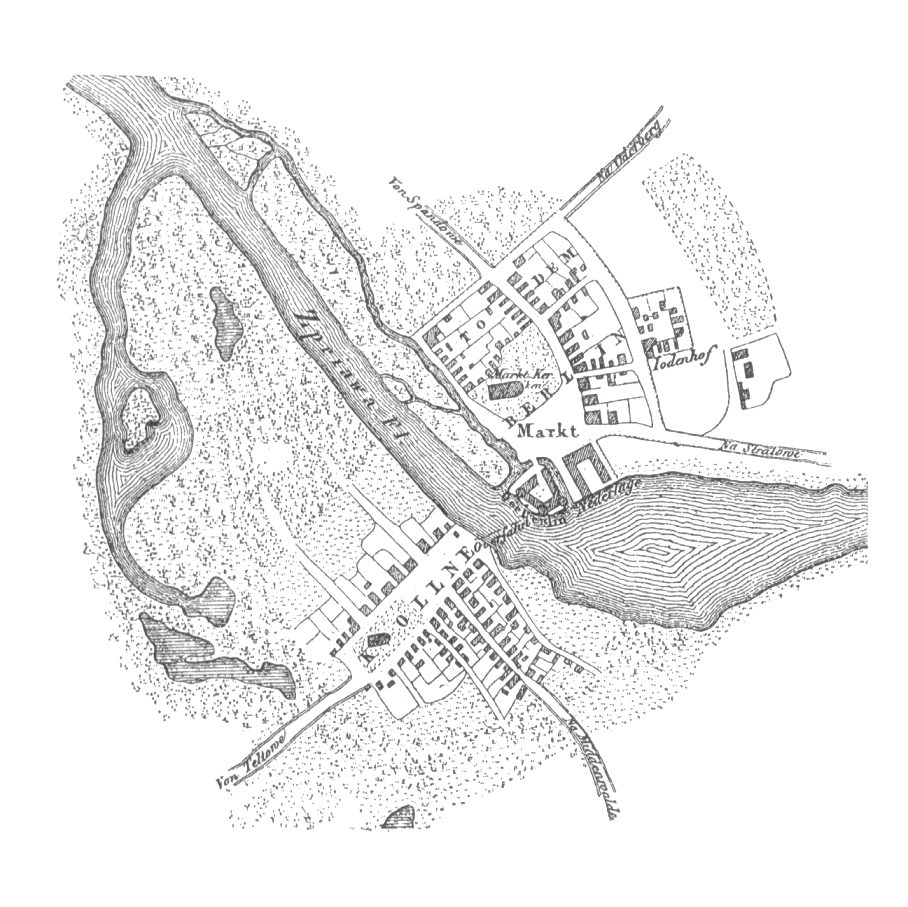
Berlin en Cölln begin 13e eeuw

Cölln is een voormalige Duitse stad, sinds 1709 onderdeel van Berlijn.
Het was oorspronkelijk de zusterstad van Berlijn, aan de andere kant van de rivier de Spree. De eerste vermelding van de stad dateert uit 1237. Het stadje op het Spree-eiland had stadsrechten, maar het is onbekend vanaf wanneer. De oudste vermelding als civitas (stad) dateert uit 1261. Cölln verloor in 1709 zijn zelfstandigheid, toen Frederik I van Pruisen de steden Berlijn, Cölln, Friedrichswerder, Dorotheenstadt en Friedrichstadt samenvoegde. Sinds 1920 is Cölln onderdeel van Berlin-Mitte.

## Geboren
- Joachim I Nestor van Brandenburg (1484-1535), keurvorst van Brandenburg
- Frederik Willem I van Brandenburg (1620-1688), keurvorst van Brandenburg en hertog van Pruisen
- Elisabeth Albertine van Anhalt-Dessau (1665-1706), abdis van de protestantse Abdij van Herford
- Frederik III van Hessen-Homburg (1673-1746), landgraaf van Hessen-Homburg